# Soho Bani

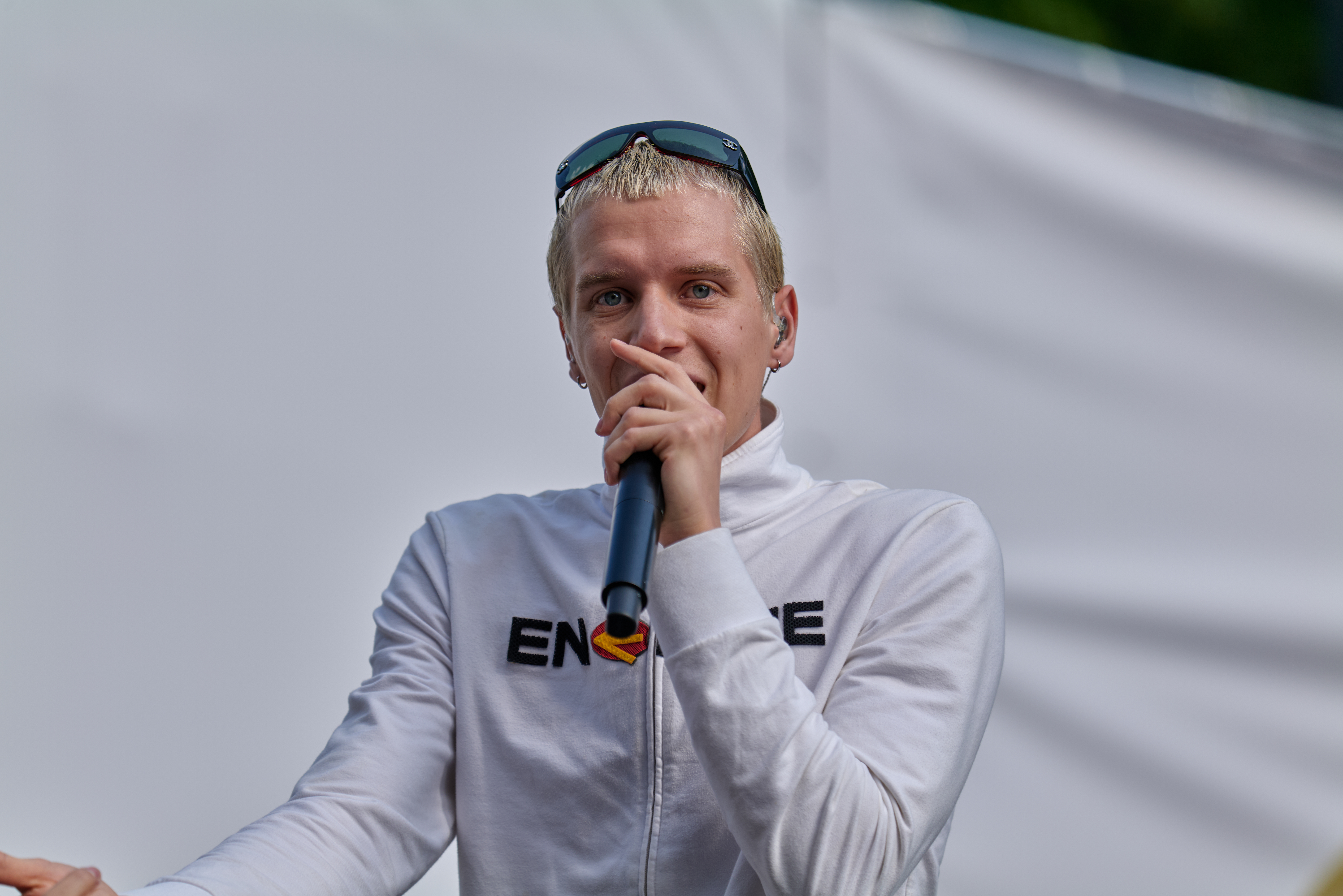
Auftritt von Soho Bani bei der Kundgebung Rechtsextremismus stoppen – Demokratie verteidigen am 8. Juni 2024 in Berlin

Soho Bani (* 1999 in Berlin, bürgerlich Felix von Heymann), stilisiert $oho Bani, ist ein deutscher Rapper aus Berlin-Wedding.

## Leben
Felix von Heymann wuchs zunächst in Berlin-Kreuzberg auf und lebte danach einige Jahre in Berlin-Pankow. Er legte sein Abitur am John-Lennon-Gymnasium in Berlin-Mitte ab. Von Heymann hat laut eigener Angabe eine abgeschlossene Berufsausbildung als Gesundheits- und Kinderkrankenpfleger. In seiner Jugend spielte er Basketball bei Alba Berlin. Musikalisch geprägt wurde er vor allem von Samy Deluxe. Er spielte in seiner Jugend Schlagzeug und Klavier. Mit dem Rappen begann er 2017. Die ersten Veröffentlichungen erfolgten über SoundCloud.
Soho Bani machte sich als Untergrund-Rapper unter anderem zusammen mit Fruchtmax & Hugo Nameless, Chapo102, Jaynbeats und Kasimir1441 einen Namen. Zusammen mit Hugo Nameless veröffentlichte er 2018 das Kollabo-Mixtape Nase voll, Taschen leer. Zusammen mit Nate Gordo erregte er Aufmerksamkeit mit einem DIY-Video zu seinem Track Tagesschau, der insbesondere auf Instagram Erfolg hatte.
Am 8. April 2021 veröffentlichte er den ersten Teil des Albums $oho und nicht anders, der zweite Teil folgte im August 2021. Das Album erreichte Platz 28 der deutschen Albumcharts. Die anstehende Tour musste wegen der COVID-19-Pandemie nach drei Auftritten abgebrochen werden. 2022 erreichte er mit dem BHZ-Mitglied Longus Mongus und dem Track Inzidance mit Platz 49 die bis dahin höchste Chartplatzierung in den Singlecharts. Es war die erste Singleauskopplung aus dem für den 17. Juni 2022 angekündigten Album Kids aus dem Versteck. Am 30. September veröffentlichte er zusammen mit 01099 den Song Cider, der sich auf Rang 24 der deutschen Singlecharts platzieren konnte und somit seine bis dahin höchste Chartplatzierung darstellte. Im August 2023 konnte er als Featuregast von Ski Aggu auf Theater Platz mit Platz 5 in den deutschen Singlecharts eine neue Höchstplatzierung erreichen.
Am 22. Februar 2024 veröffentlichte Soho Bani den Song Zeit, dass sich was dreht – eine Neuinterpretation des gleichnamigen Songs, den Herbert Grönemeyer zur Fußball-Weltmeisterschaft 2006 veröffentlicht hatte. Diesen Song performte er auch zusammen mit Herbert Grönemeyer am 16. Februar 2025 auf dem Bebelplatz in Berlin bei einer Kundgebung, zu der das Bündnis „Wir sind die Brandmauer“ aufgerufen hatte. 2024 traf er mit Bundeswirtschaftsminister Robert Habeck zu einem Austausch zu Politik und Kultur zusammen.

## Diskografie

### Studioalben
| Jahr | Titel Musiklabel                         | Höchstplatzierung, Gesamtwochen, AuszeichnungChartplatzierungen (Jahr, Titel, Musiklabel, Platzierungen, Wochen, Auszeichnungen, Anmerkungen) | Höchstplatzierung, Gesamtwochen, AuszeichnungChartplatzierungen (Jahr, Titel, Musiklabel, Platzierungen, Wochen, Auszeichnungen, Anmerkungen) | Höchstplatzierung, Gesamtwochen, AuszeichnungChartplatzierungen (Jahr, Titel, Musiklabel, Platzierungen, Wochen, Auszeichnungen, Anmerkungen) | Anmerkungen                                      |
| Jahr | Titel Musiklabel                         | DE | AT | CH | Anmerkungen                                      |
| ---- | ---------------------------------------- | --- | --- | --- | ------------------------------------------------ |
| 2019 | $oho Bani Vol. 1 Vertigo Records         | — | — | — | Erstveröffentlichung: 4. Oktober 2019            |
| 2021 | $oho und nicht anders Vertigo Records    | DE28 (1 Wo.)DE | — | — | Erstveröffentlichung: 8. April 2021              |
| 2022 | Kids aus dem Versteck Vertigo Records    | DE15 (1 Wo.)DE | — | — | Erstveröffentlichung: 16. Juni 2022              |
| 2023 | Träum $oho Vertigo Records               | DE65 (3 Wo.)DE | — | — | Erstveröffentlichung: 27. April 2023 mit Ericson |
| 2024 | Ein Schritt und ich fall Vertigo Records | DE13 (1 Wo.)DE | AT61 (1 Wo.)AT | CH25 (2 Wo.)CH | Erstveröffentlichung: 11. Oktober 2024           |

### Mixtapes
| Jahr | Titel Musiklabel                               | Anmerkungen                                               |
| ---- | ---------------------------------------------- | --------------------------------------------------------- |
| 2018 | Nase voll, Taschen leer Selbstveröffentlichung | Erstveröffentlichung: 16. Dezember 2018 mit Hugo Nameless |

### Singles als Leadmusiker
| Jahr | Titel Album                                        | Höchstplatzierung, Gesamtwochen, AuszeichnungChartplatzierungen (Jahr, Titel, Album, Platzierungen, Wochen, Auszeichnungen, Anmerkungen) | Höchstplatzierung, Gesamtwochen, AuszeichnungChartplatzierungen (Jahr, Titel, Album, Platzierungen, Wochen, Auszeichnungen, Anmerkungen) | Höchstplatzierung, Gesamtwochen, AuszeichnungChartplatzierungen (Jahr, Titel, Album, Platzierungen, Wochen, Auszeichnungen, Anmerkungen) | Anmerkungen                                                                          |
| Jahr | Titel Album                                        | DE | AT | CH | Anmerkungen                                                                          |
| --- | -------------------------------------------------- | --- | --- | --- | ------------------------------------------------------------------------------------ |
| 2019 | Vorderhaus $oho Bani Vol. 1                        | — | — | — | Erstveröffentlichung: 17. Mai 2019 mit Ronnie Rose                                   |
| 2019 | Highway2Hell $oho Bani Vol. 1                      | — | — | — | Erstveröffentlichung: 7. Juni 2019 mit Chapo102                                      |
| 2020 | Kleine Bitches –                                   | — | — | — | Erstveröffentlichung: 30. April 2020 mit Jaybeats & Mx42                             |
| 2020 | Neue Freund –                                      | — | — | — | Erstveröffentlichung: 17. Juni 2020                                                  |
| 2020 | Eeny Miny Moe $oho und nicht anders                | — | — | — | Erstveröffentlichung: 9. September 2020                                              |
| 2020 | Mein Fetisch –                                     | — | — | — | Erstveröffentlichung: 20. Oktober 2020                                               |
| 2020 | Pradawesten $oho und nicht anders                  | — | — | — | Erstveröffentlichung: 3. Dezember 2020 mit KaZOnDaBeat                               |
| 2021 | Hips Don’t Lie $oho und nicht anders               | — | — | — | Erstveröffentlichung: 26. Januar 2021 mit Lugatti                                    |
| 2021 | Nicht genug $oho und nicht anders                  | — | — | — | Erstveröffentlichung: 17. Juni 2017                                                  |
| 2021 | Leise $oho und nicht anders                        | — | — | — | Erstveröffentlichung: 29. Juli 2021 mit Longus Mongus                                |
| 2021 | Viral Kids aus dem Versteck                        | DE92 (1 Wo.)DE | — | — | Erstveröffentlichung: 28. Oktober 2021                                               |
| 2022 | Kids Kids aus dem Versteck                         | — | — | — | Erstveröffentlichung: 17. Februar 2022                                               |
| 2022 | Inzidance Kids aus dem Versteck                    | DE49 (1 Wo.)DE | — | — | Erstveröffentlichung: 24. März 2022 mit Longus Mongus                                |
| 2022 | Placebo Kids aus dem Versteck                      | — | — | — | Erstveröffentlichung: 12. Mai 2022                                                   |
| 2022 | Berlin Funk –                                      | — | — | — | Erstveröffentlichung: 28. Juli 2022 mit Nate Gordo                                   |
| 2022 | Olympia Träum $oho                                 | DE40 (2 Wo.)DE | — | — | Erstveröffentlichung: 28. Oktober 2022 mit Ericson                                   |
| 2022 | Bergsteigen Träum $oho                             | — | — | — | Erstveröffentlichung: 1. Dezember 2022 mit Ericson                                   |
| 2023 | Napoleon Träum $oho                                | DE— aDE | — | — | Erstveröffentlichung: 2. Februar 2023 mit Ericson                                    |
| 2023 | Mr. Meyer Träum $oho                               | DE47 (1 Wo.)DE | — | — | Erstveröffentlichung: 9. März 2023 mit Ericson                                       |
| 2024 | Zeit, dass sich was dreht Ein Schritt und ich fall | DE1 Platin · (43 Wo.)DE | AT11 Platin · (… Wo.)AT | CH13 Gold · (25 Wo.)CH | Erstveröffentlichung: 22. Februar 2024 Verkäufe: + 645.000; feat. Herbert Grönemeyer |
| 2024 | Blocktherapie Ein Schritt und ich fall             | DE— bDE | — | — | Erstveröffentlichung: 19. April 2024                                                 |
| 2024 | Yo Habib Ein Schritt und ich fall                  | DE— cDE | — | — | Erstveröffentlichung: 17. Mai 2024                                                   |
| 2024 | Babybel. Ein Schritt und ich fall                  | DE— dDE | — | — | Erstveröffentlichung: 30. August 2024                                                |
| Folgende Lieder erschienen nicht als Single, wurden aber durch das Album zum Download und Streaming bereitgestellt und konnten somit eine Platzierung erlangen: |                                                    | | | |                                                                                      |
| |                                                    | | | |                                                                                      |
| 2023 | Voodoo Träum $oho                                  | DE— eDE | — | — | Charteinstieg: 5. Mai 2023                                                           |

### Singles als Gastmusiker
| Jahr | Titel Album                   | Höchstplatzierung, Gesamtwochen, AuszeichnungChartplatzierungen (Jahr, Titel, Album, Platzierungen, Wochen, Auszeichnungen, Anmerkungen) | Höchstplatzierung, Gesamtwochen, AuszeichnungChartplatzierungen (Jahr, Titel, Album, Platzierungen, Wochen, Auszeichnungen, Anmerkungen) | Höchstplatzierung, Gesamtwochen, AuszeichnungChartplatzierungen (Jahr, Titel, Album, Platzierungen, Wochen, Auszeichnungen, Anmerkungen) | Anmerkungen                                                                                         |
| Jahr | Titel Album                   | DE | AT | CH | Anmerkungen                                                                                         |
| ---- | ----------------------------- | --- | --- | --- | --------------------------------------------------------------------------------------------------- |
| 2020 | Isyan –                       | — | — | — | Erstveröffentlichung: 15. Januar 2020 Nate Gordo feat. Soho Bani                                    |
| 2021 | Bill Gates –                  | — | — | — | Erstveröffentlichung: 25. Februar 2021 Jaynbeats & Gideon Trumpet feat. Bobby San, Okki & Soho Bani |
| 2021 | Tattergreis Eya               | DE98 (1 Wo.)DE | — | — | Erstveröffentlichung: 27. Mai 2021 Kasimir1441 feat. Soho Bani                                      |
| 2022 | Cider Blaue Stunden           | DE24 (2 Wo.)DE | AT55 (1 Wo.)AT | CH65 (1 Wo.)CH | Erstveröffentlichung: 30. September 2022 01099 feat. Soho Bani                                      |
| 2023 | Zug –                         | DE— fDE | — | — | Erstveröffentlichung: 2. März 2023 Ansu feat. Soho Bani & Cato                                      |
| 2023 | Theater Denk mal drüber nach… | DE5 (10 Wo.)DE | AT7 (8 Wo.)AT | CH20 (3 Wo.)CH | Erstveröffentlichung: 17. August 2023 Ski Aggu feat. Soho Bani                                      |
| 2024 | Draußen ist Krieg –           | DE72 (1 Wo.)DE | — | — | Erstveröffentlichung: 25. Oktober 2024 Provinz feat. Soho Bani                                      |

## Preise
- 2024: Polyton in der Kategorie „Text“ (Zeit, dass sich was dreht)[21]
- 2024: 1 Live Krone in der Kategorie „Bester Song“ (Zeit, dass sich was dreht)[22]

## Auszeichnungen für Musikverkäufe
Anmerkung: Auszeichnungen in Ländern aus den Charttabellen bzw. Chartboxen sind in ebendiesen zu finden.
| Land/RegionAuszeichnungen für Musikverkäufe (Land/Region, Auszeichnungen, Verkäufe, Quellen) | Gold  | Platin     | Verkäufe | Quellen           |
| -------------------------------------------------------------------------------------------- | ----- | ---------- | -------- | ----------------- |
| Deutschland (BVMI)                                                                           | —     | Platin1    | 600.000  | musikindustrie.de |
| Österreich (IFPI)                                                                            | —     | Platin1    | 30.000   | ifpi.at           |
| Schweiz (IFPI)                                                                               | Gold1 | —          | 15.000   | hitparade.ch      |
| Insgesamt                                                                                    | Gold1 | 2× Platin2 |          |                   |